# FusionInventory
FusionInventory ist eine freie Inventarisierungs-Management-Software für unixoide Systeme und Windows. Es wurde mit dem Ziel gegründet eine bessere Integration zwischen verschiedenen Asset Management Projekten (OCS Inventory, GLPi und GOSA) zu bieten.

## Geschichte
FusionInventory wurde im Februar 2010 gegründet und aus dem OCS Inventory Unix Agent geforked. Die Idee dahinter er soll als einzelner modular aufgebauter Agent auf dem zu überwachenden System eingesetzt werden.

## Komponenten
Es gibt zwei Softwarekomponenten
- FusionInventory Agent: als Standalone Version
- FusionInventory For GLPI (früheres GLPI Tracker plugin): Agent mit zusätzlichem GLPI Modul um direkt damit zu kommunizieren

Die Serverkomponente wurde über das Plugin in GLPI abgebildet. Zum Auslesen der Informationen wird SNMP genutzt. Die Besonderheit bei FusionInventory, es liest das Feld SysObjectID aus, welches standardmäßig vom Hersteller gefüllt wird.

## Unterstützte Betriebssystemversionen
FusionInventory Agent unterstützt folgende Betriebssysteme: Windows, Linux, BSD, HP-UX, Solaris, Android, AIX und macOS.

## Support
Der Support erfolgt über mehrere Kanäle:
- Issue Tracker im github Repository
- Mailinglisten (unterteilt in eine für Benutzer, Entwickler und Übersetzer)
- IRC-Channel: #fusioninventory
- Telegram
- Partner